# Dendrochilum subulibrachium
Dendrochilum subulibrachium är en orkidéart som beskrevs av Johannes Jacobus Smith. Dendrochilum subulibrachium ingår i släktet Dendrochilum och familjen orkidéer. Inga underarter finns listade i Catalogue of Life.